# Haldenwang (powiat Günzburg)
Haldenwang – miejscowość i gmina w Niemczech, w kraju związkowym Bawaria, w rejencji Szwabia, w regionie Donau-Iller, w powiecie Günzburg, siedziba wspólnoty administracyjnej Haldenwang. Leży około 13 km na wschód od Günzburga, przy drodze B10.

## Polityka
Wójtem gminy jest Georg Holzinger, rada gminy składa się z 12 osób.
|      | WB Hafenhofen | Haldenwanger Block | FWB Konzenberg | Razem |
| 2008 | 3             | 4                  | 5              | 12    |
| 2002 | 3             | 4                  | 5              | 12    |